# Ollersdorf im Burgenland
Ollersdorf im Burgenland is een gemeente in de Oostenrijkse deelstaat Burgenland, gelegen in het district Güssing (GS). De gemeente heeft ongeveer 1000 inwoners.

## Geografie
Ollersdorf im Burgenland heeft een oppervlakte van 8,9 km². Het ligt in het uiterste zuidoosten van het land.

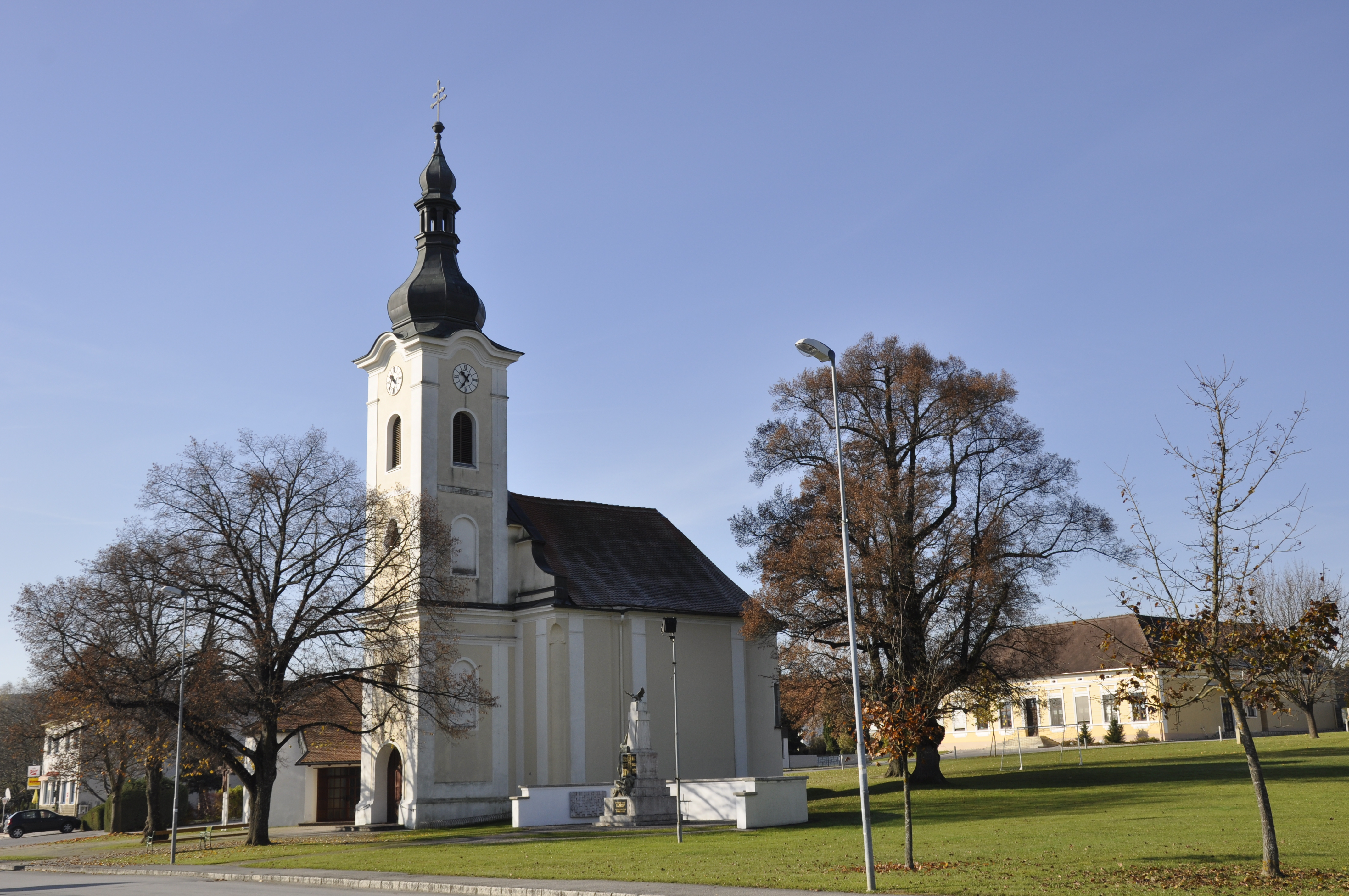
Kerk

Bildein · Bocksdorf · Burgauberg-Neudauberg · Eberau · Gerersdorf-Sulz · Großmürbisch · Güssing · Güttenbach · Hackerberg · Heiligenbrunn · Heugraben · Inzenhof · Kleinmürbisch · Kukmirn · Moschendorf · Neuberg im Burgenland · Neustift bei Güssing · Olbendorf · Ollersdorf im Burgenland · Rauchwart · Rohr im Burgenland · Sankt Michael im Burgenland · Stegersbach · Stinatz · Strem · Tobaj · Tschanigraben · Wörterberg
- Gemeinsame Normdatei: 4565481-5
- MusicBrainz: d390831c-3e09-497c-9592-d7b91c4f91e8
- Nationale Bibliotheek van Israël: 987011555170405171
- Virtual International Authority File: 236114887